# Phare de Stage Harbor
Le phare de Stage Harbor (en anglais : Stage Harbor Light) est un phare inactif situé dans le Comté de Barnstable (État du Massachusetts). Il a été désactivé en 1933 et remplacé par une balise automatique.

## Histoire
Le phare ancien de Stage Harbor a été construit en 1880. Il a été abandonné en 1933. Le feu initial a permis de marquer un mouillage de la zone de transit en eau profonde au sud de Harding's Beach, utilisé par les navires en attente de contournement du chenal de Monomoy Point et de Pollock Rip Shoal (en). Le phare s’alignait également parfaitement avec le phare de Chatham pour guider le passage du chenal en eau profonde traversant le détroit de Nantucket. La maison de gardien d'origine est maintenant une résidence privée. Il se trouve à l'entrée de ce port encore fréquenté, utilisé principalement par les flottes de pêche basées à Chatham, les voiliers de Stage Harbor and Monomoy yacht clubs'.

## Le nouveau phare
Il a été remplacé par une tour quadrangulaire à claire-voie située à 60 m à l’ouest de l'ancien. Le phare actuel  est une tour à claire-voie, avec une balise de 11 m de haut. Il émet, à une hauteur focale de 13 m, un éclat blanc par période de 10 secondes. Sa portée est de 7 milles nautiques (environ 13 km.

Identifiant : ARLHS : USA-806 ; USCG : 1-13860 - Amirauté : J0422 .

### Lien connexe
- Liste des phares du Massachusetts